# Teucholabis biarmillata
Teucholabis biarmillata är en tvåvingeart som beskrevs av Alexander 1948. Teucholabis biarmillata ingår i släktet Teucholabis och familjen småharkrankar. Inga underarter finns listade i Catalogue of Life.